# جيوفاني موريلي
جيوفاني موريلي (بالإيطالية: Giovanni Morelli )‏ (و. 1816 – 1891 م) هو مؤرخ الفن، ومؤرخ، وسياسي، وطبيب من مملكة إيطاليا، ولد في فيرونا، توفي في ميلانو، عن عمر يناهز 75 عاماً.

## مناصب
تولى منصب عضو مجلس الشيوخ الإيطالي
- senator of the Kingdom of Italy ‏.

## روابط خارجية
- جيوفاني موريلي على موقع الموسوعة البريطانية (الإنجليزية)